# فرودگاه شهرستان کولبرسون
فرودگاه شهرستان کولبرسون (به انگلیسی: Culberson County Airport) یک فرودگاه همگانی بهره‌برداری هوایی با کد یاتا VHN است که یک باند فرود آسفالت دارد و طول باند آن ۱۸۲۹ متر است. این فرودگاه در شهر ون هرن، تگزاس کشور ایالات متحده آمریکا قرار دارد و در ارتفاع ۱۲۰۶ متری از سطح دریا واقع شده‌است.